# Thurpos

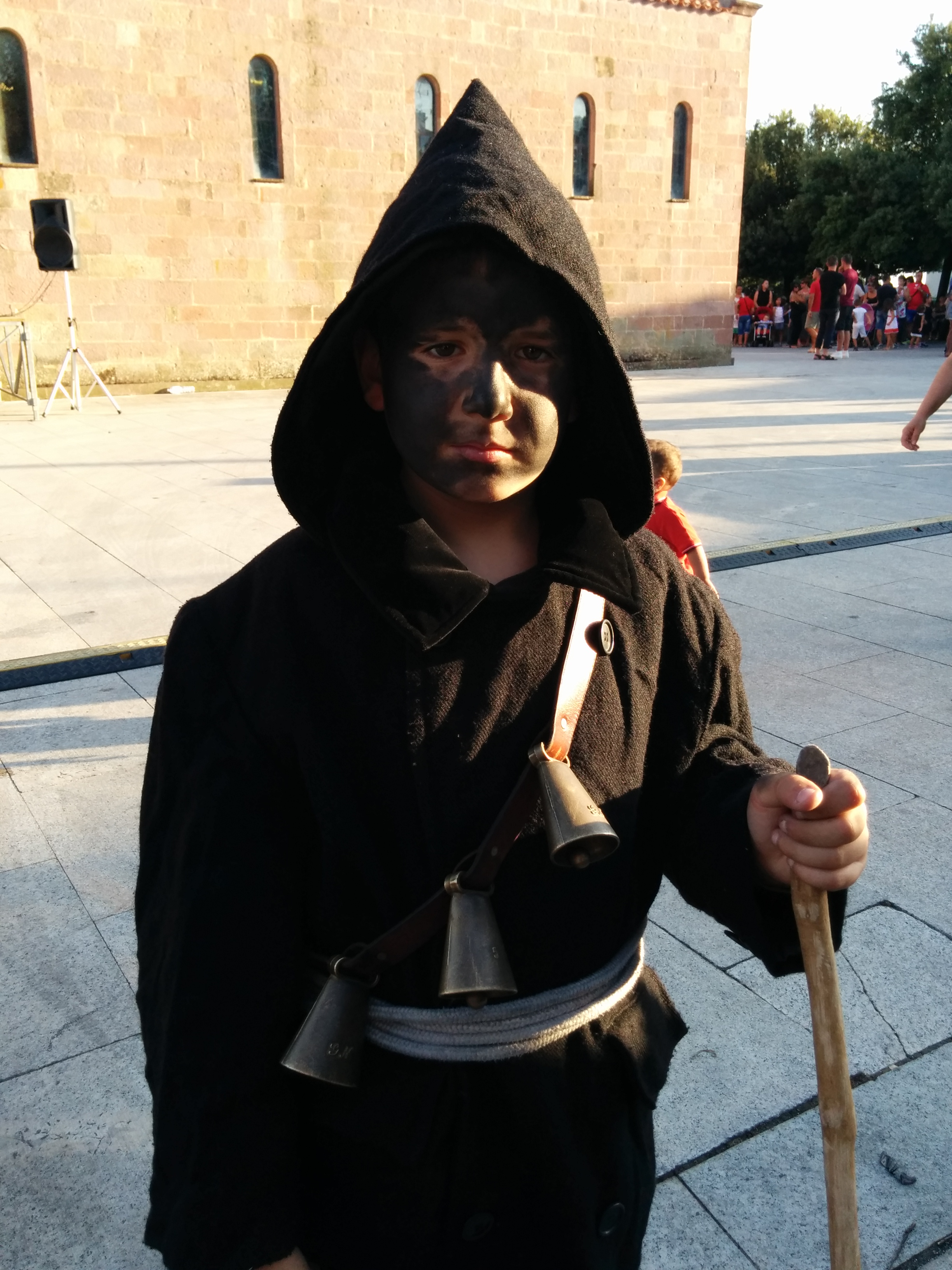
un piccolo Thurpos

I thurpos sono una maschera della tradizione barbaricina tipica del comune di Orotelli. I loro gesti riflettono la familiarità del rapporto uomo-animale.

## La Storia
Solo nel 1978, grazie all'intervento dell'etnologo  Raffaello Marchi (studioso di tradizioni popolari) e dell'insegnante Giovanna Sirca queste maschere, cadute nel dimenticatoio, sono state riscoperte e riportate in vita.
Si fa risalire la loro nascita ad antichissimi riti agrari propiziatori e solo il 22 gennaio del 1979 vi fu la prima uscita durante le festività per il carnevale di Orotelli, celebrato con grande festa e curiosità da tutto il paese.

## La maschera
La parola thurpos (al singolare thurpu) significa "ciechi" e indica una figura del carnevale orotellese: questa è sprovvista di maschera lignea a differenza di quelle presenti negli altri carnevali barbaricini. I Thurpos, infatti si aggirano per il paese a volto scoperto, hanno il volto annerito dalla cenere di sughero che è stato bruciato durante la vestizione e indossano tutti lo stesso abito: un cappotto di orbace nero chiamato Su Gabbanu con un cappuccio calato quasi a coprire gli occhi; sopra il cappotto, a mo' di tracolla, portano delle grosse funi (su reinacru) o una cinta di pelle da cui pendono campanelle bronzee e campanacci dette picarolos, brunzos, tintinnos, metallas e grillinos .
Appesa alla cinta dei pantaloni, portano una zucca contenente vino e un bicchiere ricavato da un corno di bue.
Solitamente avanzano a gruppi di tre: due davanti, abbracciati, nell'intento di trainare un aratro di legno a simboleggiare i buoi aggiogati e condotti dal terzo, il pastore. Oltre questo trio è possibile vedere anche su Thurpu seminatore che sparge crusca come segno di buona fortuna e anche su Thurpu maniscalco che segue la mandria e mima la ferratura dei buoi.
La mandria dei Thurpos procede in maniera ordinata fino alla piazza principale del paese, dov'è possibile assistere ad un trio di Thurpos che carica una persona prescelta del pubblico a cui verrà offerto del vino, e la stessa non verrà liberata fino a quando non contraccambierà l'invito.
Il tutto prosegue sino a tarda sera, quando la pro loco e gli stessi Thurpos offrono al pubblico una degustazione di pietanze e bevande del posto accompagnati da musica e balli sardi.

## Galleria d'immagini

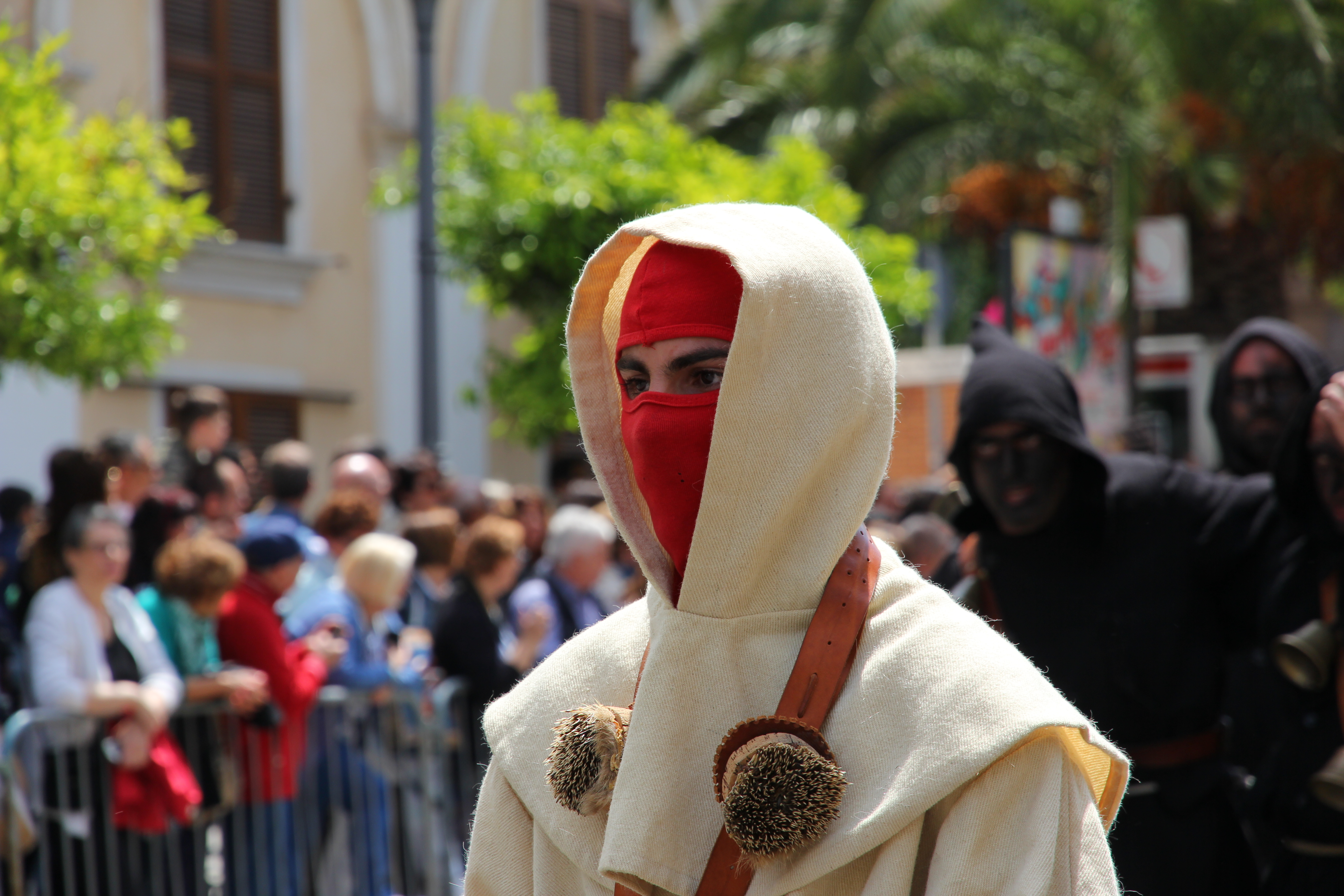
S'Eritajos
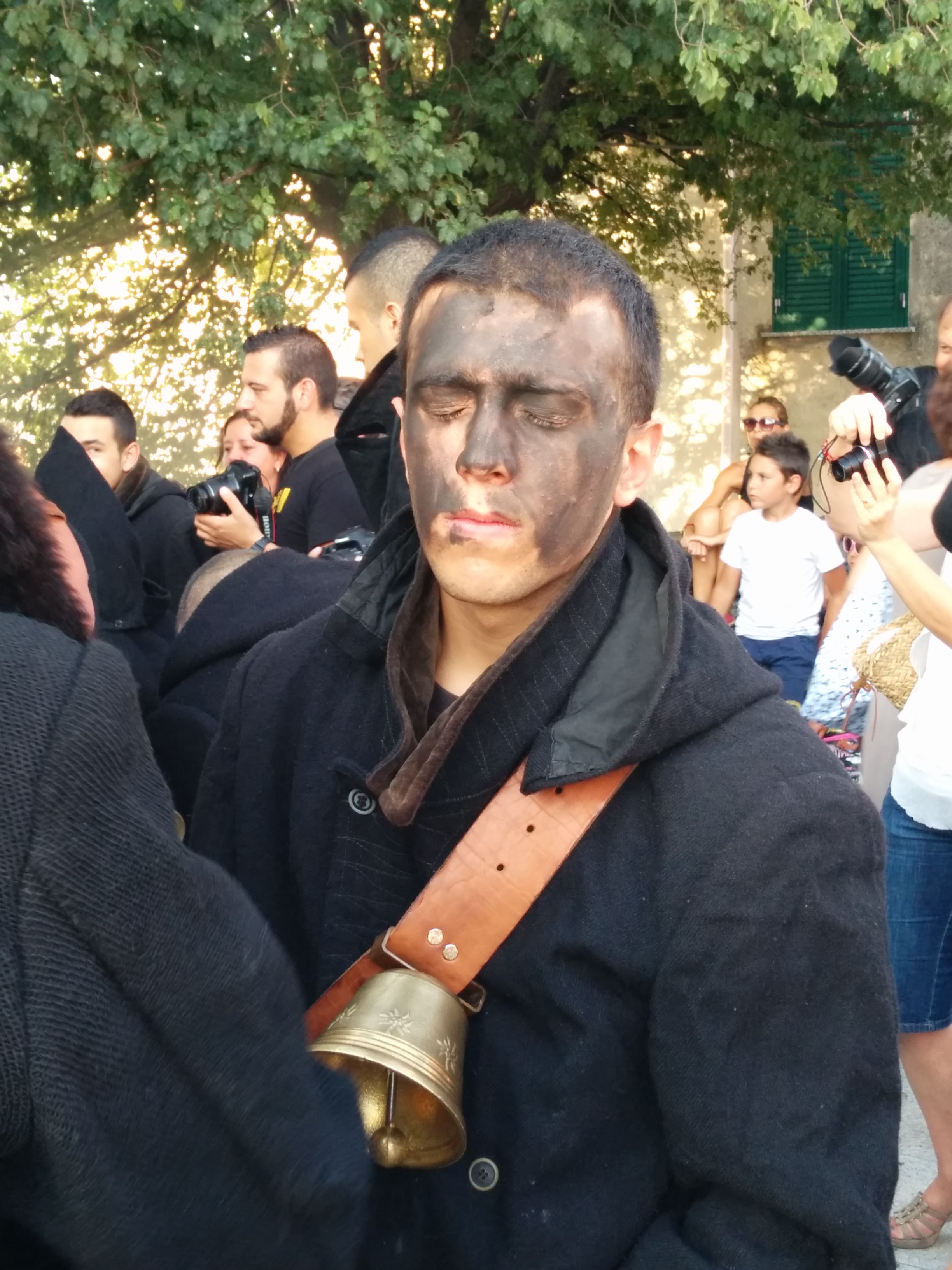
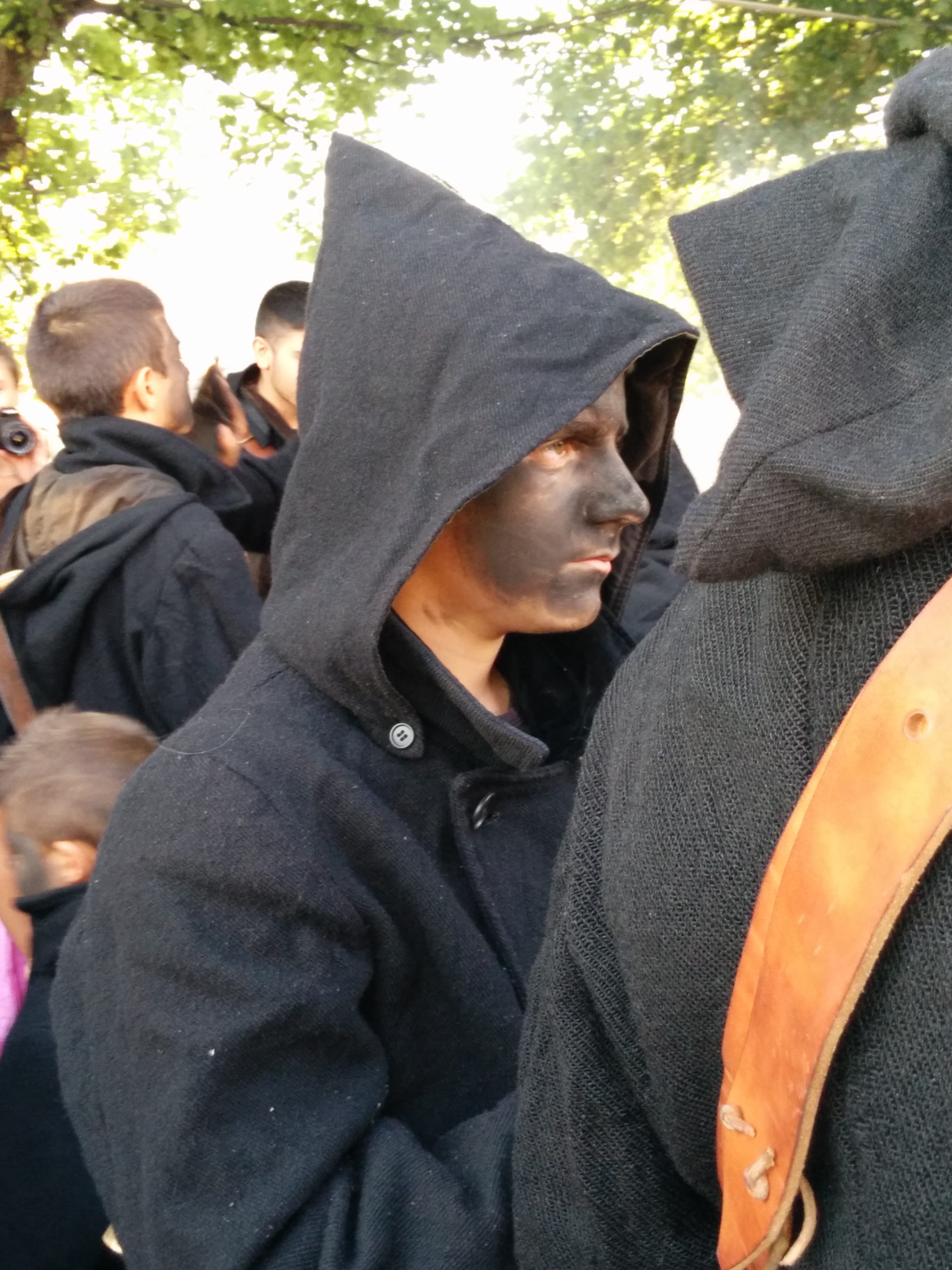
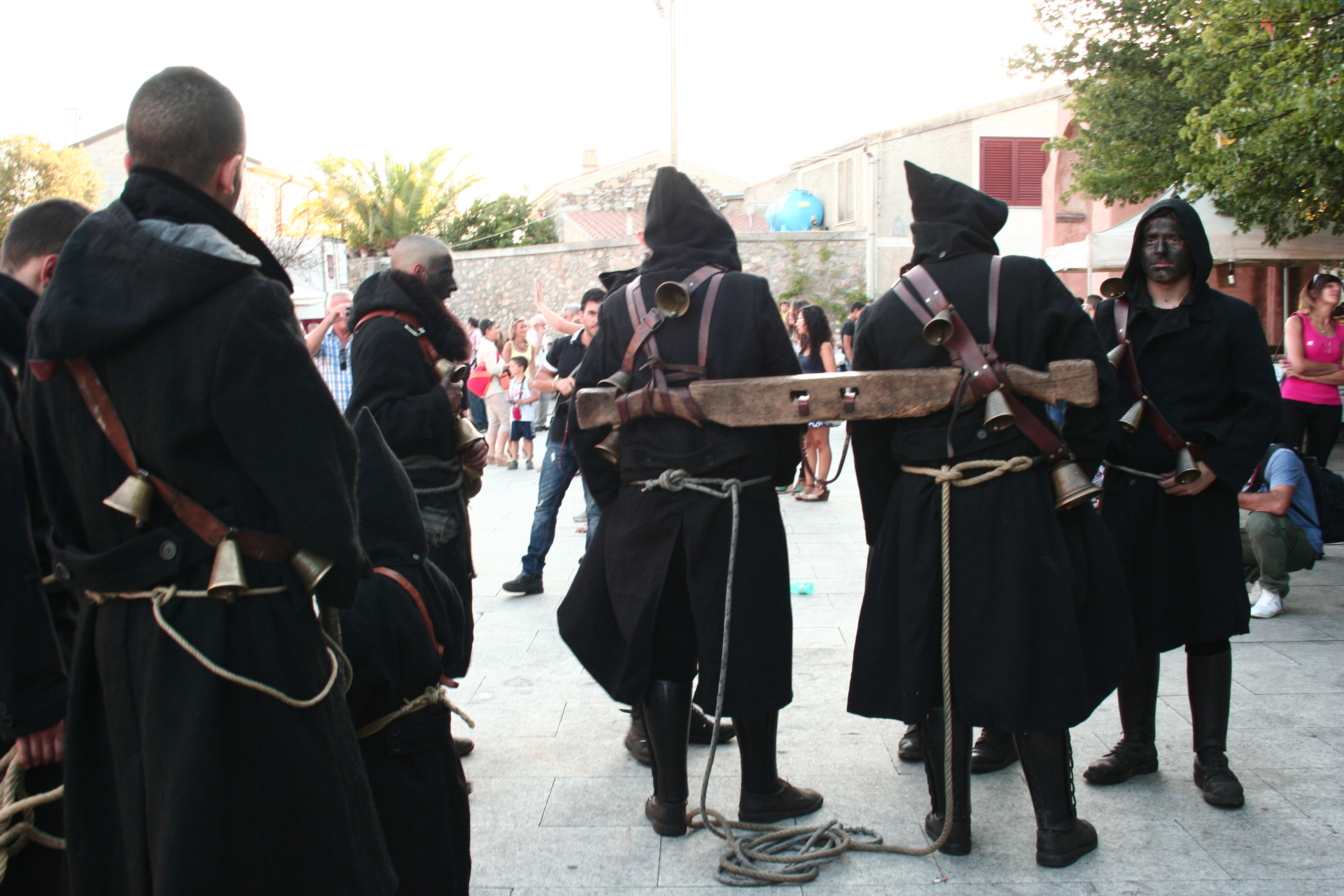
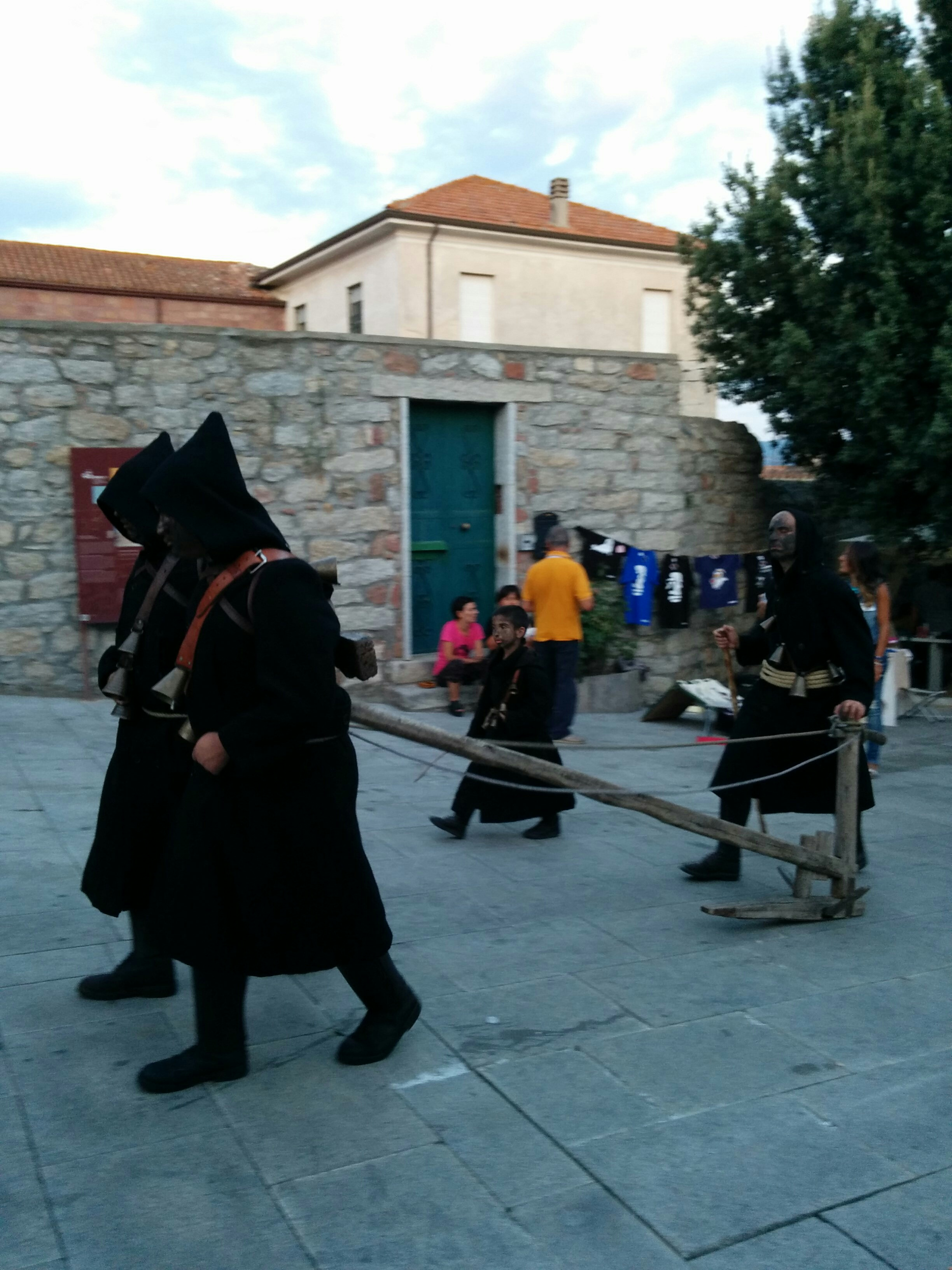
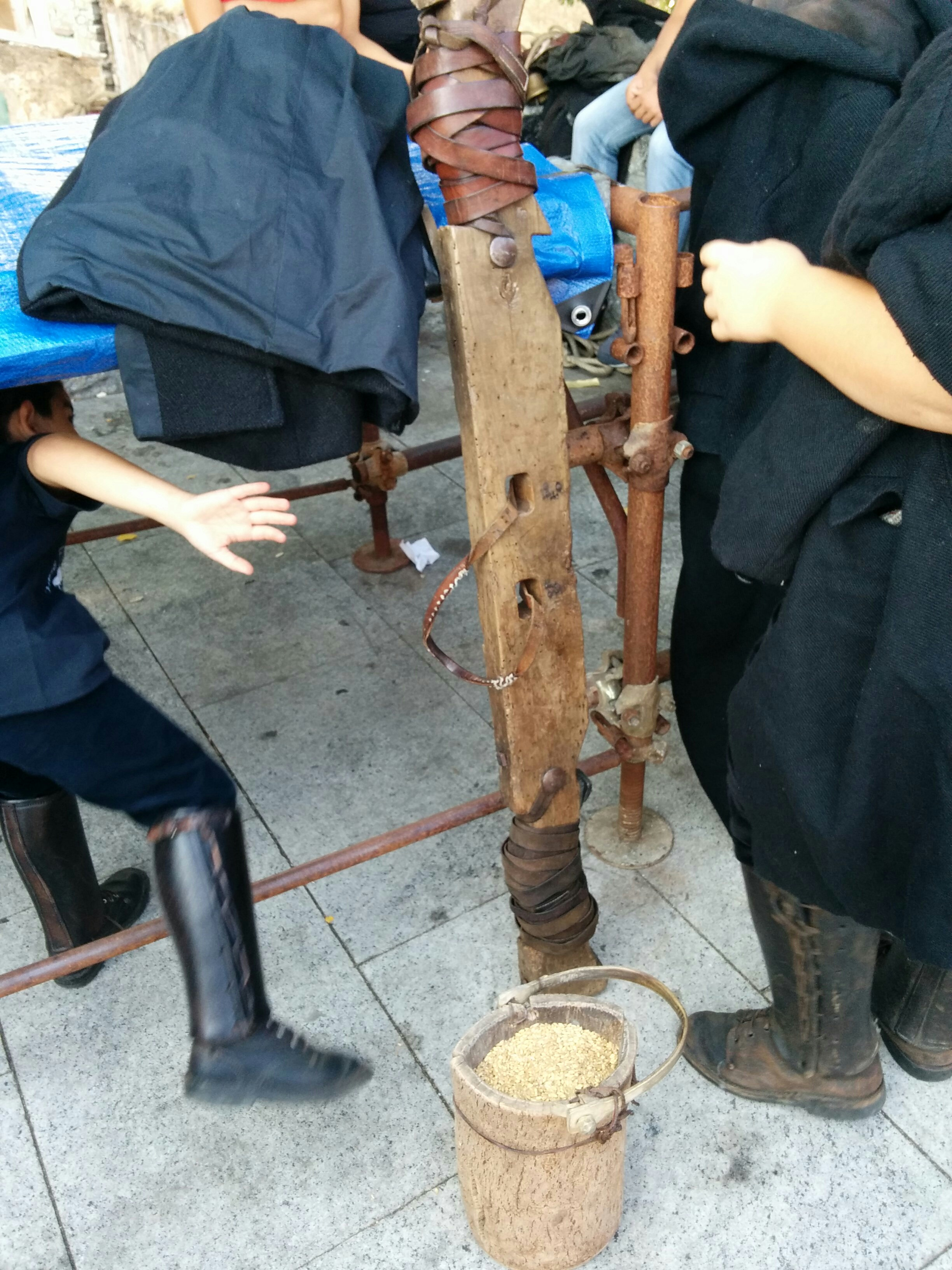
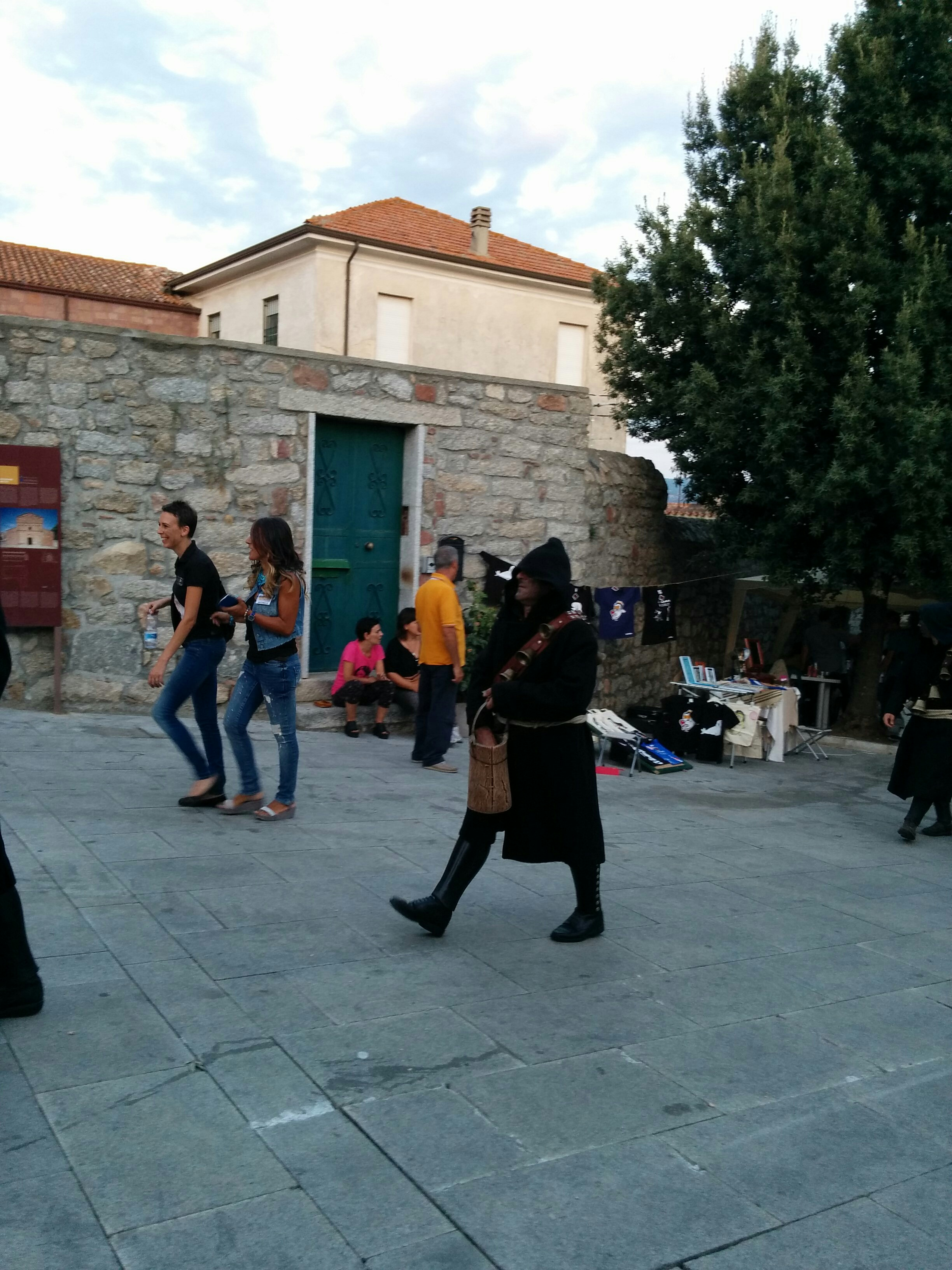